# 西龙尾

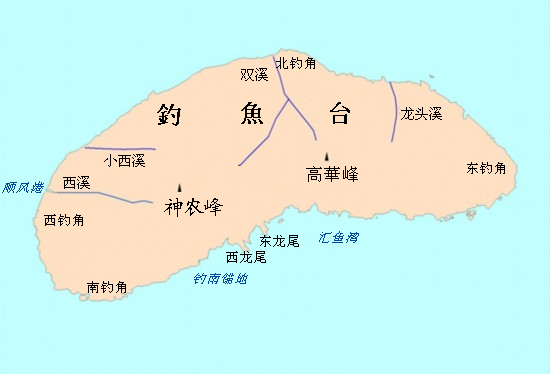
釣魚台島嶼地圖。

西龙尾，日文稱安藤岬（Andō-saki），是位在釣魚台的一个半岛，位置在島上的南部偏西。西龙尾东北边正对釣魚台的第一高峰高华峰（奈良原岳），西北边正对第二高峰神农峰（屏風岳），东边是东龙尾（和蘭曲），西边是钓南锚地（和平泊）。西龙尾的名稱由中國在2012年9月命名。日文名由黑岩恆在1900年命名。台灣未命名。